# 境野勝悟
境野 勝悟（さかいの かつのり、1932年 - ）は、日本の哲学者、東洋思想研究家、著作家。

## 来歴
神奈川県横浜市出身。1955年、浅野学園高等学校を経て、早稲田大学教育学部卒業（国語国文学）。同年より、栄光学園にて国語科教員として教鞭を執る。1973年、同校を退職。その後、駒澤大学大学院博士後期課程満期退学。
現在、神奈川県大磯町にて「道塾慶陽館」を主宰。また、全国各地にて講演会を開催している。

## 主な著書
- 『超訳 菜根譚』（三笠書房,2013年）
- 『道元「禅」の言葉』（三笠書房,2008年）
- 『人生を支える禅の名言』（致知出版社,2005年）
- 『「禅の名問答」に学ぶ人間学』（致知出版社,2004年）
- 『陽明学と禅の心』（致知出版社,2003年）
- 『日本のこころの教育』（致知出版社,2001年）
- 『菜根譚に学ぶ人間学』（致知出版社,2000年）
- 『道元と良寛に学ぶ人間学』（致知出版社,1998年）
- 『二宮尊徳』（致知出版社,1996年）
- 『利休と芭蕉』（致知出版社,1995年）
- 『禅の思想に学ぶ人間学』（致知出版社,1994年）
- 『老荘思想に学ぶ人間学』（致知出版社,1993年）
- 『こころの教育』（共立社,1983年）
- 『生きる教育』（共立社,1983年）
- 『太陽の教育』（共立社,1983年）

### 記事
- CiNii>境野 勝悟